# Straßenbahn Galați
Die Straßenbahn Galați ist das Straßenbahn-System der ostrumänischen Stadt Galați (deutsch: Galatz) nahe der ukrainischen und moldauischen Grenze. Sie stellt das Rückgrat des kommunalen Öffentlichen Personennahverkehrs dar. Das normalspurige Netz hat eine Streckenlänge von 11,7 km und gehört damit zu den kleineren Straßenbahnnetzen Rumäniens. Es wurde in der jüngeren Vergangenheit saniert. Außerdem verkehren in Galați neben Omnibussen auch zwei Oberleitungsbuslinien.

## Geschichte
Die Geschichte der Straßenbahn Galați beginnt mit der Gründung der Societé anonyme d’exploitation des tramways de Galatz et de Roumanie durch belgische Aktionäre am 22. September 1895. Diese Gesellschaft erhielt im Jahr 1900 die Konzession zum Betrieb der Straßenbahn in Galați. Die Konzession umfasste den Bau von fünf elektrischen Straßenbahnlinien mit der Spurweite 1000 Millimeter, mit alten Phönixschienen, Weichen mit Stellgewicht, mit einer Gleislänge von insgesamt 26,5 Kilometern auf folgenden Strecken: Bahnhof CFR ↔ Docks, Großer Platz (ro: Piaţa Mare) ↔ Tunnel Filești, Brăilei-Straße, Palast der Europäischen Donaukommission ↔ Stadtpark, Tecuci-Straße.
Die erste Straßenbahnlinie wurde am 14. August 1900 in Betrieb genommen. Der Verlauf der ersten Strecke war wie folgt: vom Betriebshof längs der Straßen Portului, Ana Ipătescu, Dogăriei, Tecuci, Nicolae Bălcescu, Brăilei, Mihai Bravu und Traian. Der Betriebshof befand sich an der Gării-Straße 8. Heute wird das Gelände von der Elektrizitätsgesellschaft genutzt.
Die Betriebsanlagen umfassten Gleise, Oberleitungen, ein Elektrizitätswerk, ein Straßenbahndepot und ein Verwaltungsgebäude. All dies beanspruchte eine Fläche von 4620 Quadratmetern, das Gelände gehörte der Stadt. Der Betriebshof besaß sechs Abstellgleise auf einer Stellfläche von 830 Quadratmetern. Auf jedem konnten sechs Wagen abgestellt werden. Unter den Gleisen befanden sich Arbeitsgruben, die der Kontrolle der Wagen sowie der Demontage und Reparatur der Achsen, Motoren und Räder dienten.
Der Wagenpark bestand aus 18 Triebwagen und 18 Beiwagen. Jeder Triebwagen hatte zwei Achsen und einen Motor mit einer Leistung von 30 PS sowie zwei Bremssysteme. Die Triebwagen besaßen 24 Sitzplätze auf zwei Bänken, in den Beiwagen befanden sich sechs Bänke mit je zwei Sitzplätzen. Die Wagen verfügten über eine Beleuchtung für Nachtfahrten und im Winter wurden sie mit abnehmbaren Fensterscheiben ausgerüstet.
Die Schienen wurden in einem Schotterbett verlegt. Die Oberleitungsmasten waren aus Metall und der Fahrdraht war in Abschnitte eingeteilt, um Reparaturen bei Schäden zu erleichtern.
Zwischen Januar 1917 und Juni 1919 verkehrten wegen des Ersten Weltkriegs keine Straßenbahnen in Galați.
Im Jahr 1925 verkehrten auf private Initiative die ersten Omnibusse in Galați. Im Jahr 1931 übernahmen die Uzinele Comunale Galați (deutsch: Stadtwerke Galatz) den Öffentlichen Verkehr sowohl mit Omnibussen als auch mit Straßenbahnen. Der Fuhrpark der Straßenbahn bestand nun aus 19 neuen Wagen, die von der Schiffswerft Galați gebaut wurden.

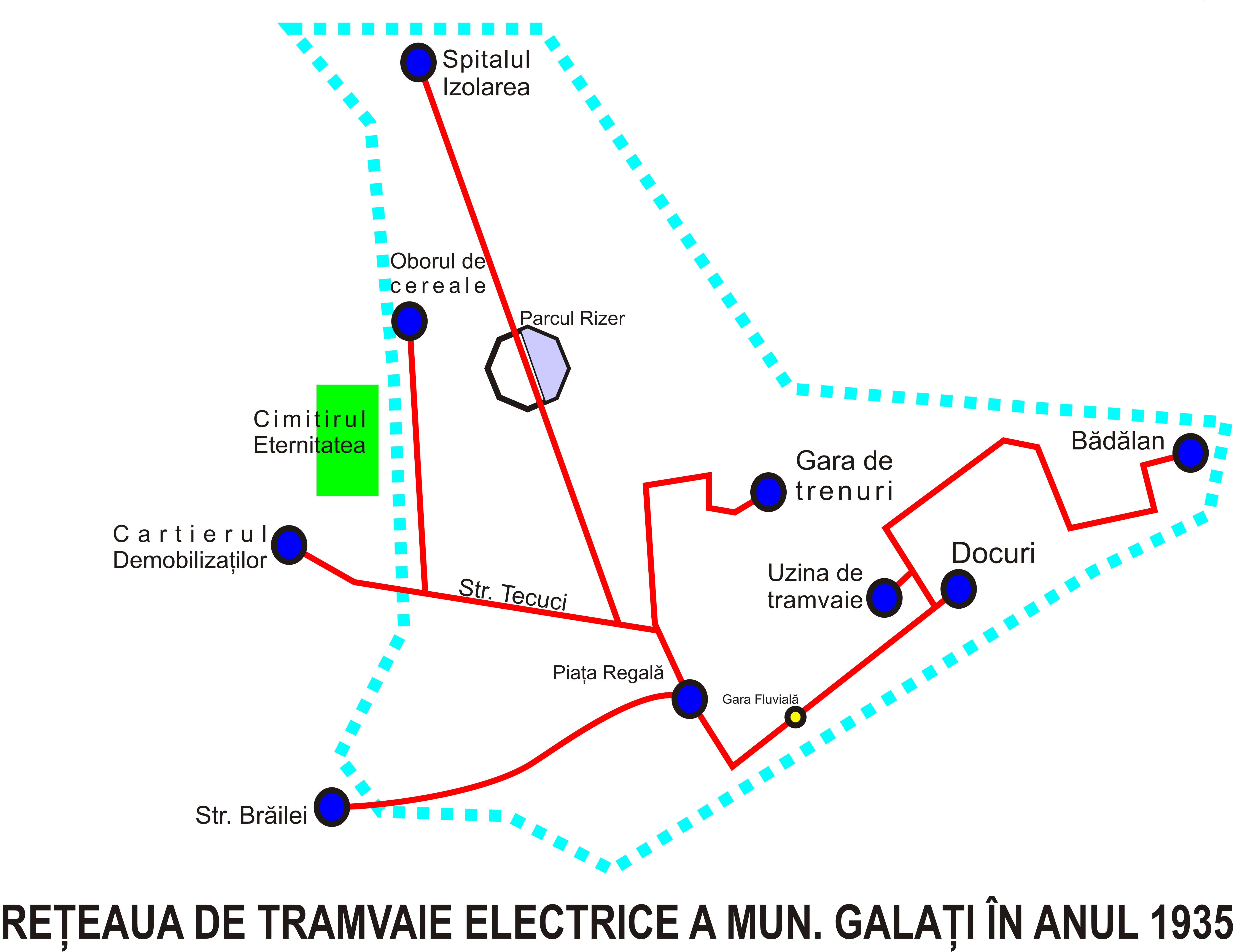
Netzplan aus dem Jahr 1935.

Seit dem Jahr 1944 war die Stadt ohne elektrischen Nahverkehr. 1948 wurde der Verkehr vom Întreprinderea Comunală Galați (ICG) (deutsch: Kommunales Unternehmen Galatz) wieder aufgenommen. Es standen nur sieben Straßenbahnwagen zur Verfügung, die wieder einsatzfähig gemacht worden waren, nachdem die Straßenbahn durch den Zweiten Weltkrieg zerstört wurde. Bis zum Jahr 1956 wuchs der Wagenpark auf 45 Straßenbahntriebwagen und 11 Beiwagen an.

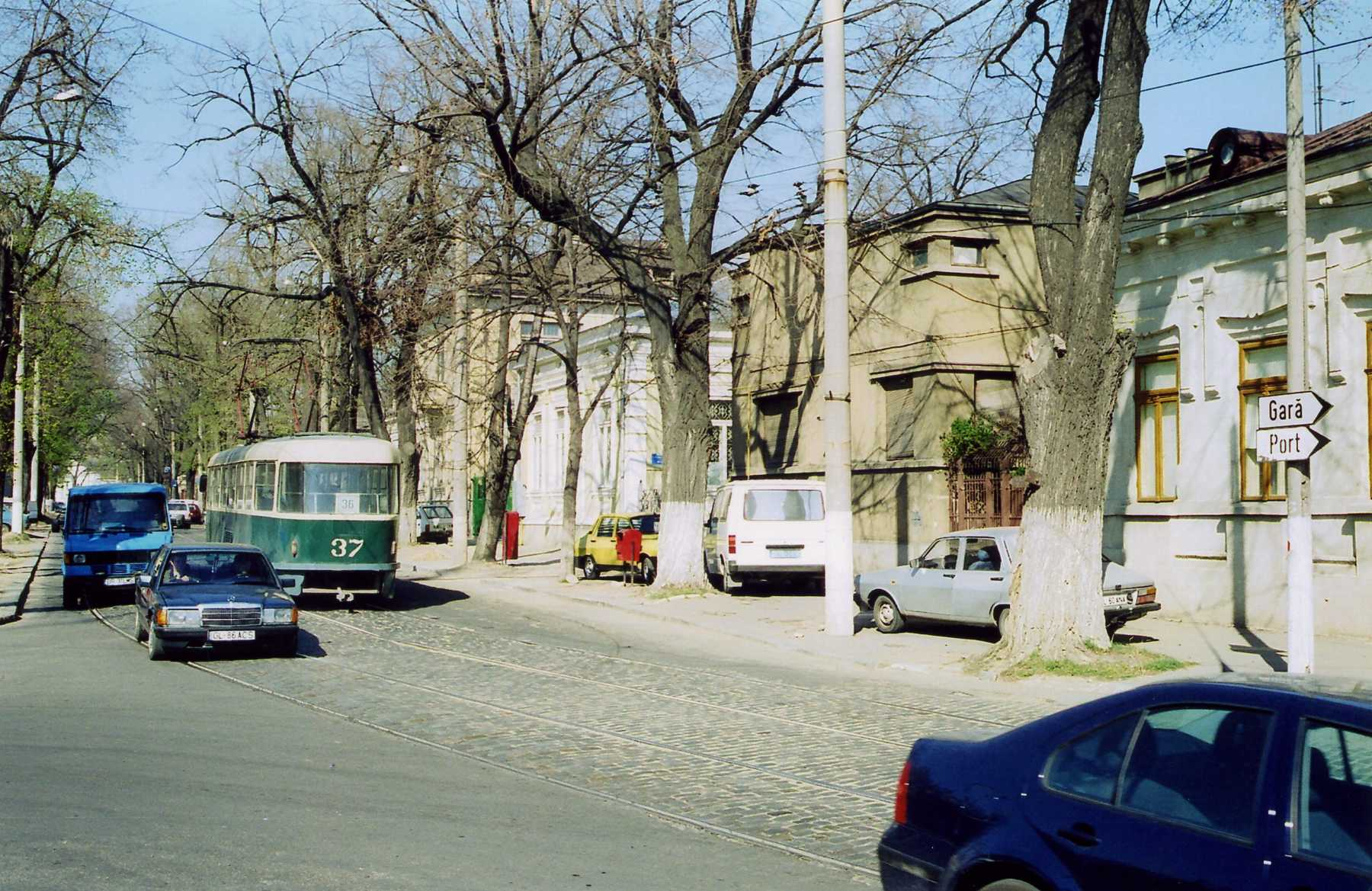
Tatra T3R 37, Baujahr 1974.

1962 übernahm das Întreprinderea de Transport Orășenesc Galați (ITO) (de: Städtisches Verkehrsunternehmen Galatz) die Betriebsführung. Der Wagenpark umfasste nun 55 Straßenbahnwagen. In den 1960er Jahren erlebte die Stadt mit dem Bau eines riesigen Stahlwerkes für 30 000 Arbeiter westlich der Stadt einen wirtschaftlichen Aufschwung. Um den Verkehr zwischen Stadt und Stahlwerk bewältigen zu können, baute man die erste normalspurige Straßenbahn vom Stahlwerk bis zum Stadtteil Tiglina 3. Sie wurde 1971 eröffnet. Seit dieser Zeit verkehrten Straßenbahnen auf zwei Spurweiten durch die Stadt. Bis 1975 wurden dann Schritt für Schritt die verbliebenen Meterspurstrecken auf Normalspur umgestellt. Der Schichtverkehr zum Stahlwerk wurde ab 1981 mit Dreiwagenzügen aus T3R und Timis 2 durchgeführt. Bis heute lebt die Stadt Galati und der Straßenbahnbetrieb hauptsächlich im Rhythmus der Stahlwerkschichtzeiten. Außerhalb der Schichtwechselzeiten sind die Fahrpläne auch auf den Tageslinien sehr ausgedünnt.
Ein neuer Betriebshof wurde im Viertel I.C. Frimu gebaut, auf dem Gelände des ersten Flugzeughangars von Galați, der isoliert beim alten Flughafen der Stadt lag und von Häusern umgeben war. Der Hangar existiert mit einer anderen Nutzung auch heute noch.
Im November 1979 wurde das Întreprinderea Județeană de Transport Local (IJTL) (de: Nahverkehrsunternehmen des Kreises) gegründet, das auch in der Gegenwart unter dem Namen S.C. Transurb S.A. existiert. Es besaß damals 170 Straßenbahnwagen, davon 55 Beiwagen, das Schienennetz umfasste nun 32,8 Kilometer Gleislänge. Ein neues Depot für 50 Straßenbahnwagen wurde in Betrieb genommen.
Nach 1980 wurde das Netz auf eine Gleislänge von 33,8 Kilometern erweitert, von denen 9 Kilometer in moderner Bauweise realisiert wurden, mit Längsschwellen aus Stahlbeton. Neue Strecken wurden auf der Straße des 13. Juni, der Scânteii-Straße, zwischen Siderurgiștilor und Gheorge Asachi, und auf dem George Coșbuc-Boulevard zwischen Piersicului und Basarabiei, auf der Suliței-Straße und der Ștefan cel Mare-Straße gebaut. Die Straßenbahn wurde in dieser Zeit zum wichtigsten öffentlichen Verkehrsmittel. Darüber hinaus begann man sie auch für den Güterverkehr zu nutzen. Besondere Güterstraßenbahnen beförderten Gemüse und Obst vom Lager des ILF (Întreprinderea de Legume și Fructe) am Prutului-Weg zum Großen Platz (rumänisch: Piaţa Mare). Es gingen drei Unterwerke in Betrieb: am Combinat Osttor, im Norden der Stadt und am Bahnhof. Damals wurde das Depot Nr. 1 vergrößert, um die Wartungskapazität zu verdoppeln. Außerdem wurde ein neuer Betriebshof für 100 Straßenbahnwagen im Norden der Stadt gebaut.
Der Name des Betreibers wechselte am 11. Januar 1991 von IJTL in R.A.T.U., aus der wiederum im Jahr 1998 die Gesellschaft Transurb S.A. entstand.
Zwischenzeitlich war der Bau einer Stadtbahnstrecke vom Nordtor des Stahlwerks in die Gemeinde Smârdan angedacht. Nach der Revolution verpasste Galați die Chance, das Straßenbahnnetz bis nach Brăila zu erweitern und mit dem dortigen Netz zu vereinigen. Geplant war die Verbindung als Stadtbahn mit einer Entwurfsgeschwindigkeit von 120 Kilometern pro Stunde.

## Jüngere Entwicklungen

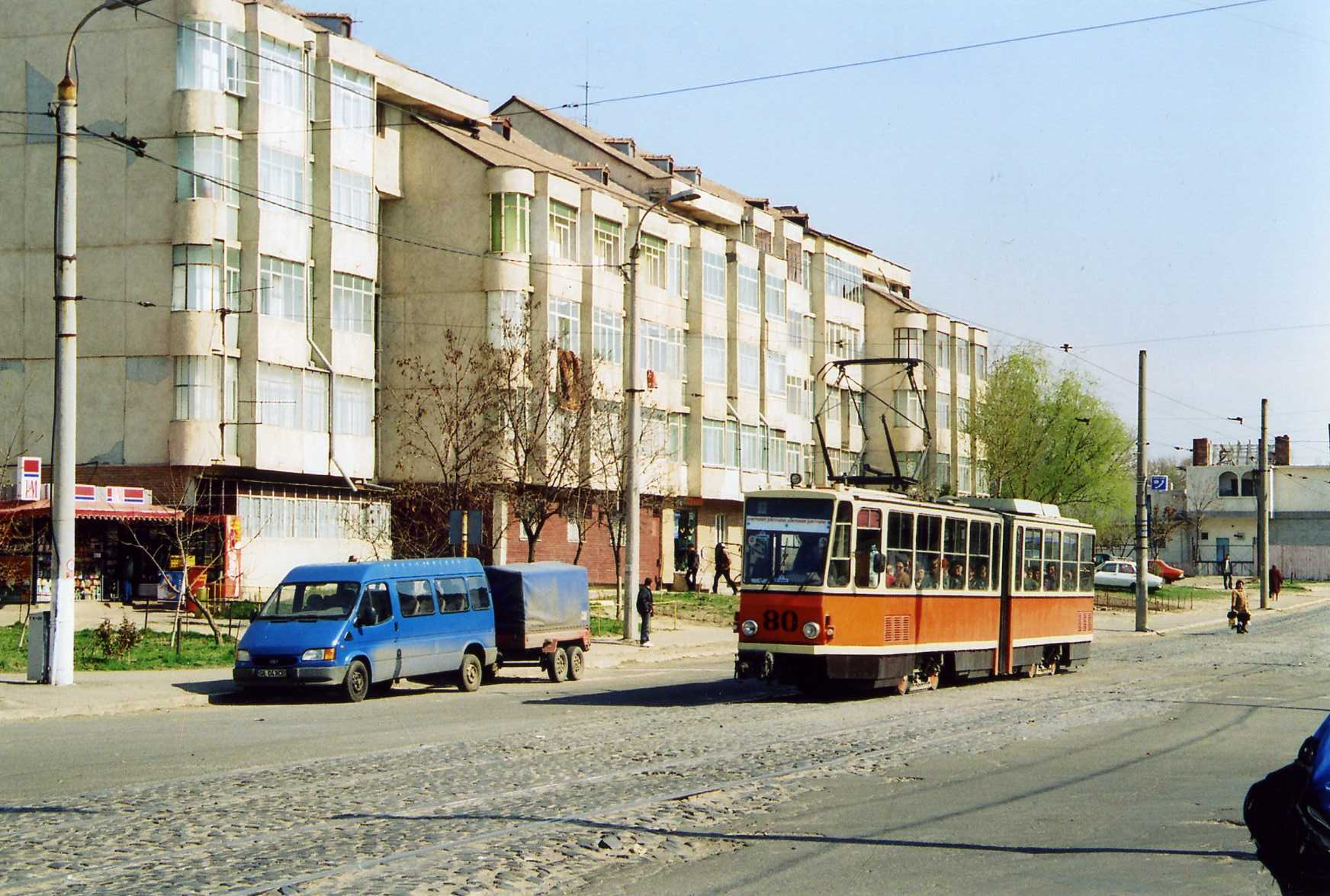
Tatra KT4D (ex Berlin) im Jahr 2001.

Sowohl nach der Revolution als auch in der Gegenwart leidet der elektrische Nahverkehr in Rumänien darunter, dass Linien und ganze Straßenbahn- und Oberleitungsbusnetze von politischen Entscheidungsträgern stillgelegt wurden. In Galați war die Situation nicht erfreulicher, zwischen 1990 und 2018 schrumpfte das Straßenbahnnetz stufenweise.
Im Jahr 2012 verkehrten in Galați noch neun Straßenbahnlinien. Von diesen wurden jedoch nur vier ganztägig betrieben, die restlichen fünf verkehrten nur mit einzelnen Fahrten morgens und nachmittags zum Schichtwechsel im Stahlwerk.
Die Strecken auf dem Traian-Boulevard, dem Coșbuc-Boulevard, der Bucovinei-Straße, der Ana Ipătescu-Straße, der Portului-Straße und der Prutului-Straße wurden stillgelegt. Ebenfalls verlor der Bahnhof Galați seine Anbindung an das Straßenbahnnetz. Schließlich wurde 2018 auch die einst so wichtige Strecke zum Stahlwerk stillgelegt, nachdem das Fahrtenangebot in den Jahren zuvor immer weiter eingeschränkt wurde.
Der Rest des stark geschrumpften Netzes wurde dagegen umfassend saniert: Zuerst modernisiert wurde die Strecke vom Piața Energiei zur Piața Centrală. Zwischen 2012 und 2013 folgte der südwärts führende Streckenast ins Wohngebiet Micro 19. Anfang der 2020er Jahre konnte mit der Erneuerung der Strecke zum Depot 2 im Norden der Stadt das bisher letzte Erneuerungsprojekt umgesetzt werden. Die weitere Strecke der Linie 39 zum Jüdischen Friedhof (Cimitir Israelit) ist dagegen noch nicht saniert und wird im Ersatzverkehr mit Bussen bedient.

## Liniennetz

### Heutige Linien

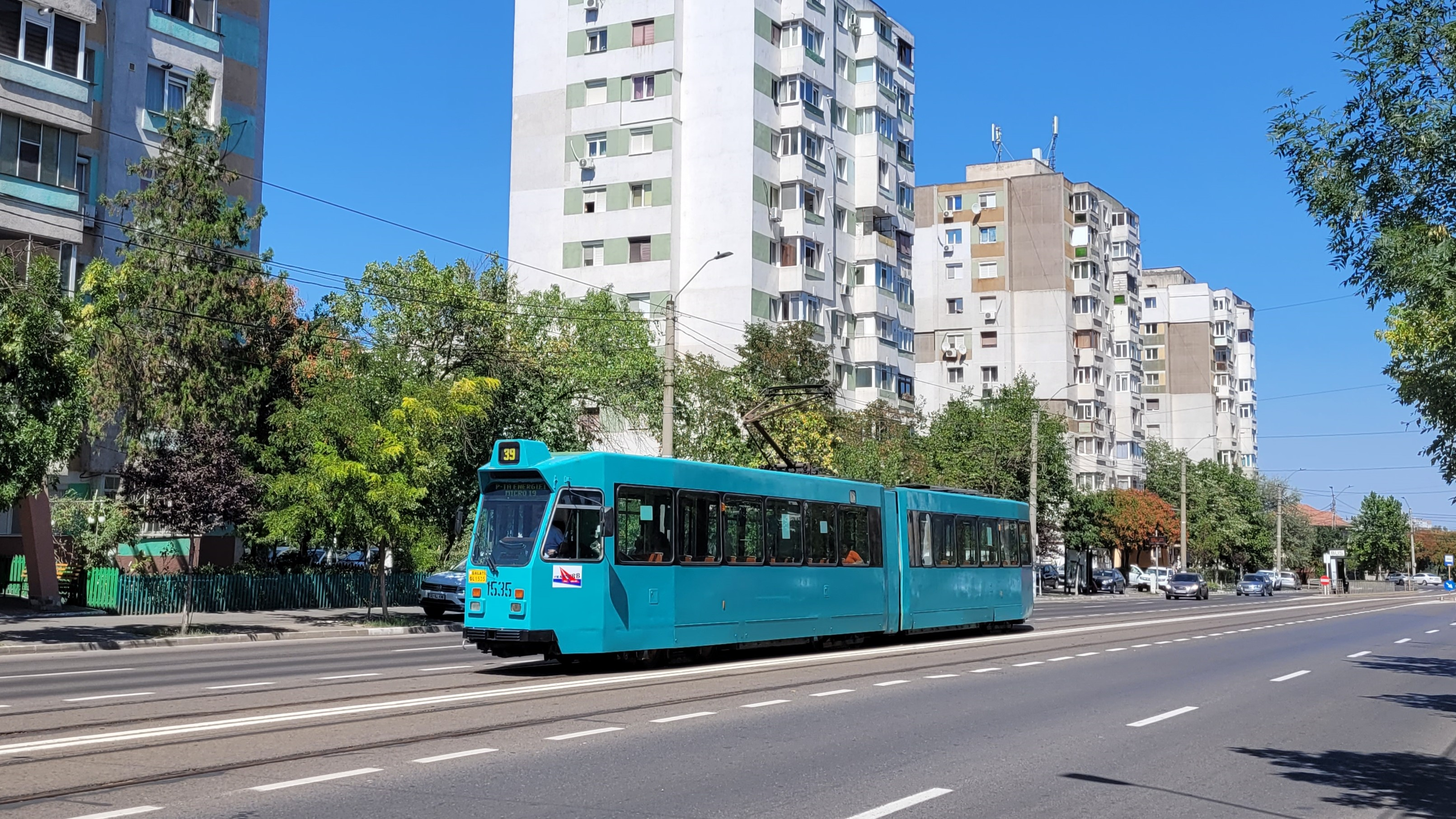
ZGT6 1535 in neuer Lackierung.

Seit der Stilllegung der Strecke zum Stahlwerk (zuletzt Linie 41) im Jahr 2018, wird das Straßenbahnnetz von drei Linien befahren:
| Linie | Verlauf                                       | Takt (tagsüber)  |
| ----- | --------------------------------------------- | ---------------- |
| 7     | Piața Centrală - Piața Energiei - Micro 19    | ca. alle 20 Min. |
| 39    | Depou 2 - Mașniță - Piața Energiei - Micro 19 | alle 10 Min.     |
| 44    | Piața Centrală - Mașniță - Comat              | ca. alle 30 Min. |

### Situation im Jahr 2012

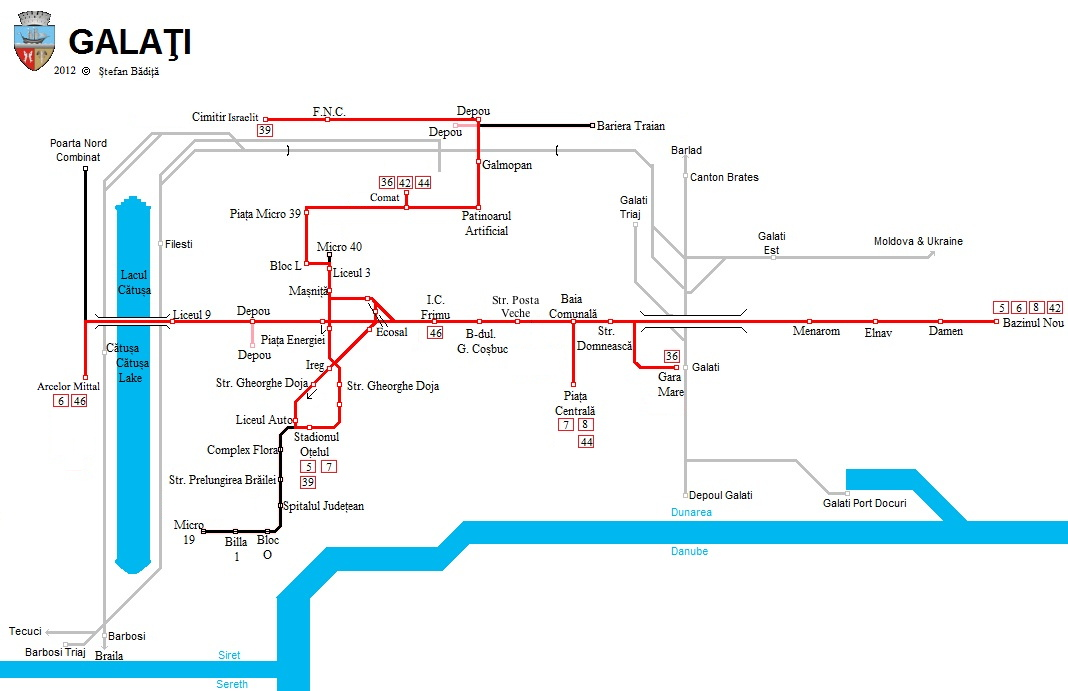
Netzplan der Straßenbahn Galați aus 2011.

Das Straßenbahnnetz ist seit 1990 stark geschrumpft, zeitweise war die Rede von der völligen Stilllegung der Straßenbahn in Galați. Zum Vergleich: Im Jahr 2012 verkehrten in Galați neun Straßenbahnlinien. Von diesen wurden jedoch nur vier ganztägig betrieben, die restlichen fünf verkehrten nur mit einzelnen Fahrten morgens und nachmittags zum Schichtwechsel im Stahlwerk.
Ganztägiger Betrieb:
- Linie 7: Stadionul Otelul – I.C. Frimu – Bd. Basarabiei – Piața Centrală
- Linie 8: Piața Centrală – Bd. Basarabiei – Calea Prutului – Bazinul Nou
- Linie 39: Stadionul Otelul – Piața Energiei – Micro 39 – Patinuar – Bd. Coșbuc – Bd. Ștefan cel Mare – Cimitir Israelit.
- Linie 44: Comat – Micro 39 – Bd. Basarabiei – Piata Centrală

Nur einzelne Fahrten zum Schichtwechsel des Stahlwerks:
- Linie 5: Stadionul Otelul – I.C. Frimu – Bd. Basarabiei – Calea Prutului – Bazinul Nou
- Linie 6: Bazinul Nou – Calea Prutului – Bd. Basarabiei – Piața Energiei – Arcelor Mittal
- Linie 36: Comat – Micro 39 – Bd. Basarabiei – Gara C.F.R.
- Linie 42: Bazinul Nou – Calea Prutului – Bd. Basarabiei – Micro 39 – Comat
- Linie 46: I.C. Frimu – Piața Energiei – Arcelor Mittal

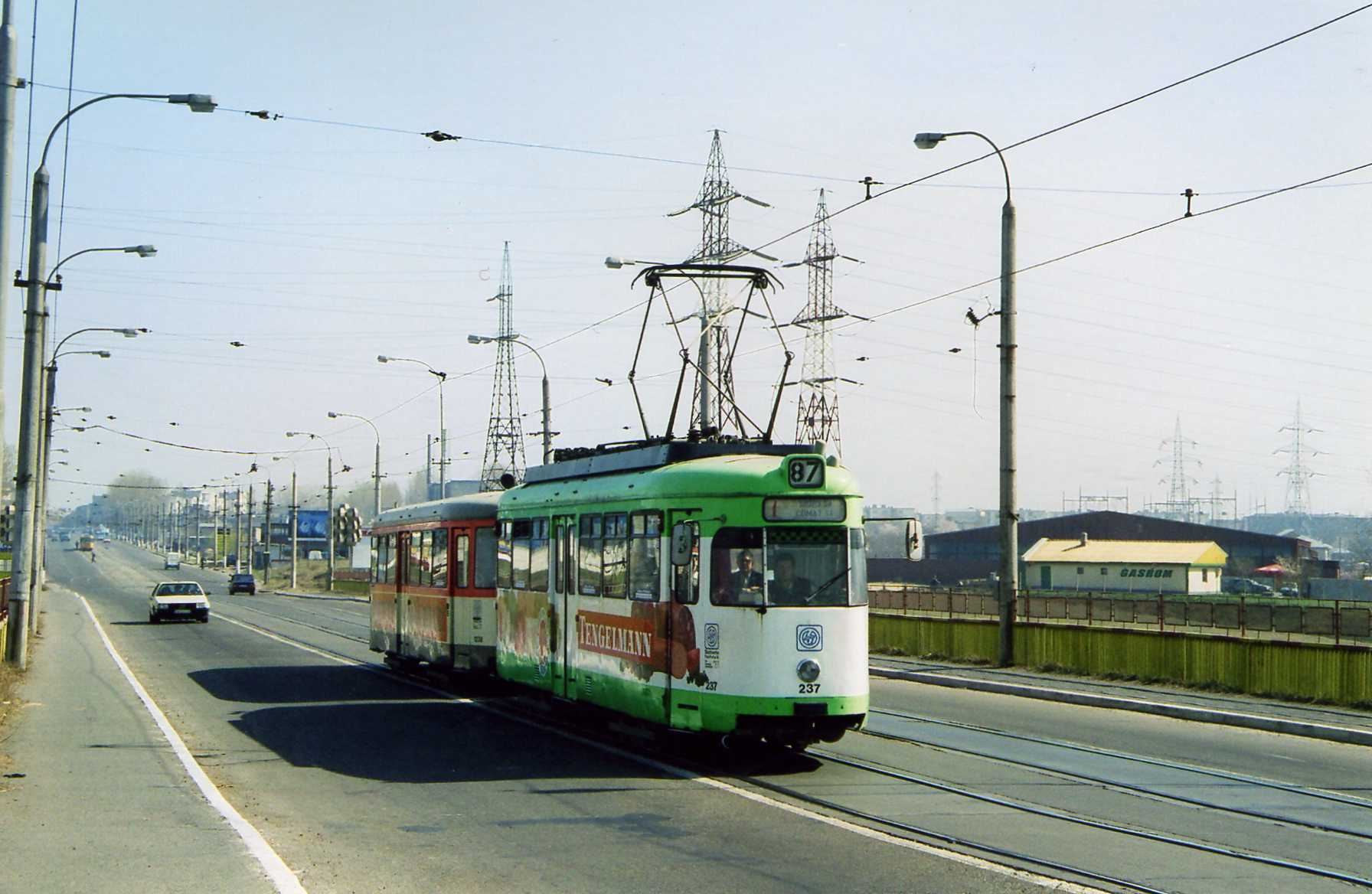
Duewag L-Zug aus Frankfurt am Main auf der Linie 1 (2001). Er kam 1997 nach Galați.

### Ehemalige Linien
- Linie 1: Kaufland 2 – Micro 39 – Micro 40 – Piața Energiei – Combinatul Siderurgic.
- Linie 2: Gara C.F.R. – Cerealelor – Traian – Bucovinei – Bd. Coșbuc – I.C. Frimu
- Linie 3: Micro 19 – Flora – Ireg – Piața Energiei – Combinatul Siderurgic.
- Linie 5: Stadionul Otelul – I.C. Frimu – Bd. Basarabiei – Calea Prutului – Bazinul Nou
- Linie 6: Bazinul Nou – Calea Prutului – Bd. Basarabiei – Piața Energiei – Arcelor Mittal
- Linie 6b (= gestrichene Linie): Piața Centrală – Bd. Basarabiei – Piața Energiei – Combinatul Siderurgic
- Linie 8: Piața Centrală – Bd. Basarabiei – Calea Prutului – Bazinul Nou
- Linie 36: Comat – Micro 39 – Bd. Basarabiei – Gara C.F.R.
- Linie 37: Micro 19 – Flora – Ireg – I.C. Frimu – Bd. Basarabiei – Gara C.F.R.
- Linie 38: Gara C.F.R. – Bd. Basarabiei – I.C. Frimu – Piața Energiei – Viaduct – Combinat
- Linie 39b (= gestrichene Linie): Micro 19 – Flora – Ireg – Piața Energiei – Micro 39 – Patinuar – Bd. Coșbuc – Bariera Traian.
- Linie 40: Micro 19 – Flora – Ireg – Piața Energiei – Micro 39 – Kaufland 2.
- Linie 41: Micro 40 – Piața Energiei – Combinatul Siderurgic.
- Linie 42: Bazinul Nou – Calea Prutului – Bd. Basarabiei – Micro 39 – Comat
- Linie 43: Liceul Auto – Stadionul Oțelul – Ireg – Piața Energiei – Combinatul Siderurgic.
- Linie 45: Bariera Traian – Bd. Traian – Bd. Basarabiei – Gara C.F.R.
- Linie 46: I.C. Frimu – Piața Energiei – Arcelor Mittal
- Linie 47: Piața Centrală – Bd. Traian – Bariera Traian – Depozit – Piața Energiei – IREG – Flora – Micro 19 – Flora – IREG – I.C. Frimu – Bd. Basarabiei – Piața Centrală
- Linie 48: Poarta N. Combinat – Poarta E. Combinat – Piața Energiei – Depozit – Bd. Coșbuc – I.C. Frimu – Piața Energiei – Poarta E. Combinat – Poarta N. Combinat
- Linie 49: Poarta N. Combinat – Poarta Est Combinat – Piața Energiei – I.C. Frimu – Bd. Basarabiei – Depozit – Piața Energiei – Poarta E. Combinat – Poarta N. Combinat
- Linie 50: Micro 19 – Flora – I.C. Frimu – Bd. Basarabiei – Gara C.F.R. – Palatul Navigației
- Linie 51: Bariera Traian – Bd. Traian – Bd. Basarabiei – Bazinul Nou
- Linie 52: Bazinul Nou – Bd. Basarabiei – I.C. Frimu – IREG – Liceul Auto – Stadion Oțelul
- Linie 53: Poarta Est Combinat – Poarta Nord Combinat
- Linie 54: Stadionul Oțelul – Ireg -Piața Energiei – Micro 40 – Patinoar – Str.Bucovinei – Spitalul Militar – Piața Centrală
- Linie 55: Stadionul Oțelul – IREG – Piața Energiei – Micro 40 – COMAT
- Linie 56: Cimitirul Israelit – Bd. Coșbuc – Depozit – Micro 40 – I.C. Frimu – Bd. Basarabiei – Gara C.F.R.
- Linie 57: Micro 19 – Flora – IC. Frimu – Bd. Basarabiei – Bd. Coșbuc – Cimitirul Israelit
- Linie 61: Bazinul Nou – Bd. Basarabiei – I.C. Frimu
- Linie 62: Bazinul Nou – Bd. Basarabiei – Cerealelor – Bd. Traian – Str. Bucovinei – Bd. Coșbuc – Depozit
- Linie 63: Piața Centrală – Bd. Traian – Bd. Basarabiei – I.C. Frimu – Micro 40

## Wagenpark (Normalspur)

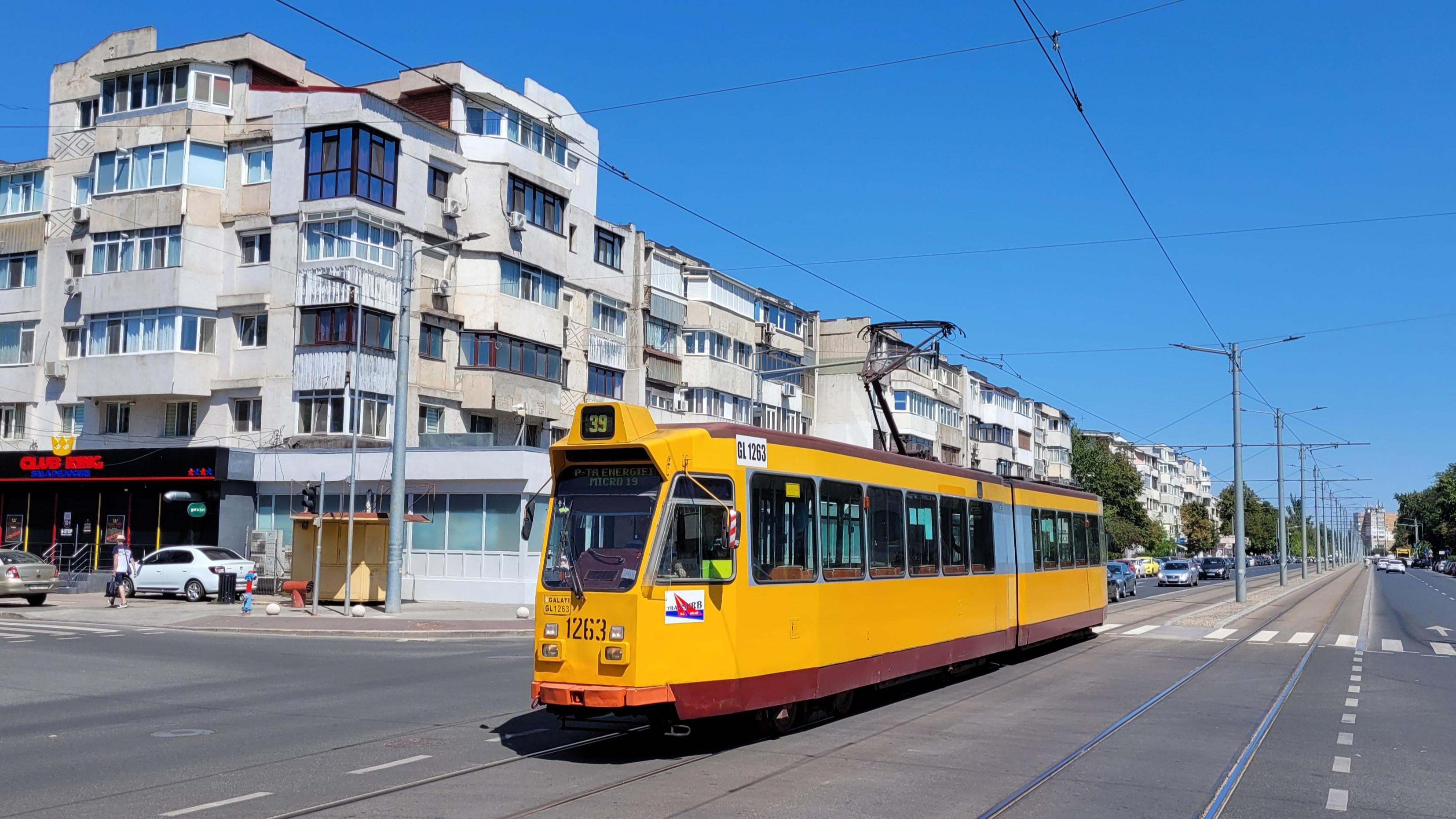
ZGT6 1263 (ex Rotterdam) auf der Strada 1 Decembrie 1918.

Von 1971 bis 1974 erhielt der Betrieb zunächst 50 Fahrzeuge des Typs T3R von CKD Tatra und anschließend in den Jahren 1978 bis 1982 insgesamt 71 in Rumänien hergestellte Timiș-2-Züge. Sie verkehrten teilweise auch als Dreiwagenzüge mit einem Triebwagen und zwei Beiwagen. Zwischen Mitte der 1990er Jahre und 2012 wurden Gebrauchtwagen als Ersatz für die T3R und Timiș-2 beschafft. Dabei handelte es sich um Tatra T4D der Straßenbahn Magdeburg und der Straßenbahn Dresden, Duewag-Großraumwagen der Straßenbahn Frankfurt am Main, Tatra KT4D der Straßenbahn Berlin sowie von Duewag gebaute ZGT6 der Straßenbahn Rotterdam. Der Einsatz der Timiș-2 endete 1998 und die T4D sowie die Duewag-Großraumwagen wurden 2013 von den insgesamt 27 aus Rotterdam beschafften ZGT6 abgelöst.

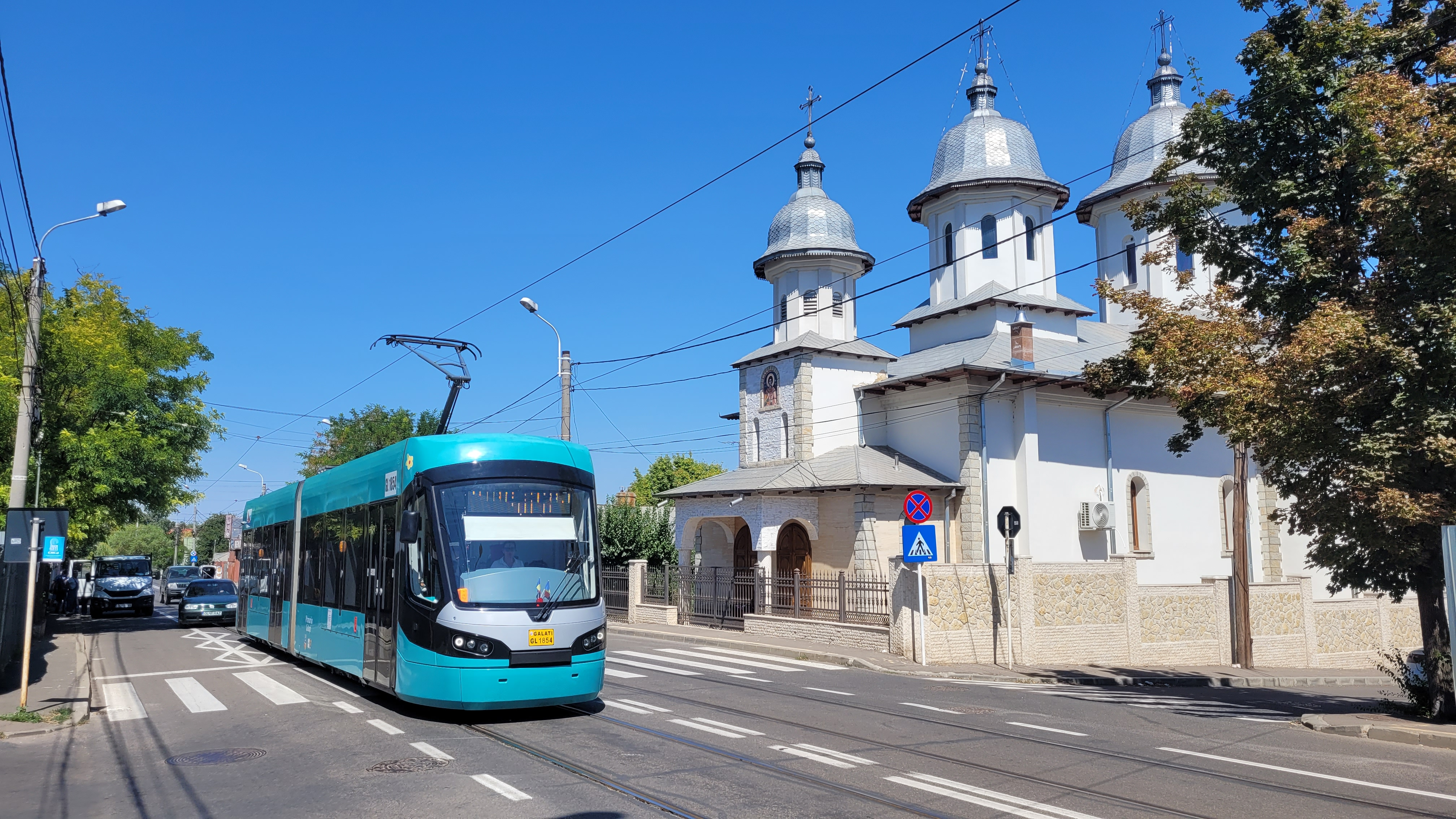
Astra Autentic 1854 in der Strada Frunzei.

Im Jahr 2018 wurden bei Astra Vagoane acht 18,6 m lange und 2,4 m breite Niederflurwagen des Typs Autentic bestellt, mit einer Option auf insgesamt bis zu 18 Fahrzeuge. Die Auslieferung der acht zuerst bestellten Fahrzeuge erfolgte 2021 und führte auch zum Ende des Einsatzes der KT4D. Von den ZGT6 waren im Mai 2023 noch 25 Stück im Einsatz. Am 16. Mai 2023 wurde eine Ausschreibung zur Beschaffung zehn weiterer ungefähr 18 m langer Niederflurwagen veröffentlicht. Auch diesen Auftrag gewann Astra, der letzte Wagen aus dieser Bestellung wurde am 23. Mai 2025 ausgeliefert. Diese zweite Serie ist als Ersatz für die letzten Hochflurwagen des Typs ZGT6 vorgesehen, sodass der Fuhrpark in Zukunft typenrein aus 18 Wagen der Bauart Autentic bestehen wird.